# Tomnatic
Tomnatic es una comuna ubicada en el distrito de Timiș, Rumania.

## Superficie
Posee una superficie de 37,15 kilómetros cuadrados.

## Demografía
Hasta 2021 la población era de 3106 habitantes, con una densidad de población de 83,61 habitantes por kilómetro cuadrado.